# NGC 6750
NGC 6750 (również PGC 62671 lub UGC 11389) – galaktyka spiralna (Sc), znajdująca się w gwiazdozbiorze Smoka. Odkrył ją Lewis A. Swift 10 września 1885 roku.